# Стенлі Мілґрем
Стенлі Мілґрем (англ. Stanley Milgram; 15 серпня 1933, Нью-Йорк — 20 грудня 1984, Нью-Йорк, США) — американський соціальний психолог, відомий своїм експериментом підпорядкування авторитету і дослідженням феномена «маленького світу» (експериментальне обґрунтування «правила шести рукостискань»).
Отримав базову підготовку з політології в Куїнс-коледжі в 1954. Перша спроба вступити до аспірантури Гарварда була відкинута через відсутність психології в списку прослуханих курсів, однак після проходження додаткової підготовки він був прийнятий і захистив дисертацію в 1960.
На наукові роботи вплинули такі психологи, як Соломон Аш і Гордон Олпорт. Згадується в списках найвпливовіших психологів двадцятого сторіччя.

## У культурі
У 2004 році Том Бласс видав біографічну книгу «Людина, яка шокувала світ: життя і творчість Стенлі Мілгрема» (англ. The Man Who Shocked the World: The Life and Legacy of Stanley Milgram).
У 2015 році Майкл Алмерейда зняв біографічний фільм «Експериментатор».